# Alexis Blache
Pour les articles homonymes, voir Blache.
Œuvres principales
Soumbeka (1832)
Les Grecs (1840)
Alexisn Blache (né Scipion-Alexis Blache de Beaufort à Marseille le 7 février 1791 et mort à Bordeaux le 22 mai 1852) est un danseur et le maître de ballet français. Il travailla à Lyon, Paris, Marseille, Bordeaux et Saint-Pétersbourg.

## Biographie
Alexis Blache est le fils cadet de Jean-Baptiste Blache et le frère de Frédéric-Auguste. Tout à la fin de 1831, Charles-Louis Didelot démissionne après une querelle avec le prince Gagarine, directeur des théâtres impériaux. Il fallait trouver d'urgence un nouveau maître principal de chorégraphie à Saint-Pétersbourg, et le choix se porte sur Alexis Blache, qui travaillait à ce moment à Bordeaux. La fonction à Saint-Pétersbourg promettait un gros salaire et Blache y arrive au début de 1832.
Alexis Blache devait continuer le travail de Didelot pour le ballet Soumbeka, ou la Conquête du règne de Kazan (Сумбека, или Покорение Казанского царства) sur la prise de Kazan par l'armée d'Ivan IV de Russie en 1552. Ce ballet devait devenir le premier spectacle du nouveau théâtre de Saint-Pétersbourg (le Théâtre Alexandra) le 31 août 1832. Didelot et son assistant Auguste Poireau n'ont eu le temps de créer que le premier acte de ce grand ballet.
Le nouveau chorégraphe s'est mis au travail en utilisant les indications de Didelot ; puis il a remplacé le compositeur : au lieu de Catterino Cavos, il a confié la composition de la musique à Hippolyte Sonnet. Blache n'a pas eu le temps de créer le ballet pour l'ouverture du Théâtre Alexandra. Le nouveau théâtre s'est ouvert par un autre spectacle et un petit divertissement de Blache.
Alexis Blache a créé à Saint-Pétersbourg quelques ballets, parmi lesquels Soumbeka (le 3 novembre 1832), avec Avdotia Istomina dans le rôle principal,.
Simultanément il enseignait à l'école impériale de ballet.
Alexis Blache, au cours de son séjour à Saint-Pétersbourg, a composé 14 ballets avec des décors somptueux, une grande quantité de personnages, mais avec des danses médiocres. Il est devenu clair, par comparaison au maître de ballet précédent, que le talent d'Alexis Blache était très modeste, la chute précipitée du niveau de la troupe impériale en témoignait. Un autre maître de chorégraphie était nécessaire. Le choix est tombé sur Antoine Titus. Antoine Titus est arrivé à Saint-Pétersbourg en 1832 et s'est mis au travail.
Alexis Blache travailla en Russie jusqu'à la fin de 1836.
Différentes sources disent qu'il travailla en qualité d'un maître de ballet jusqu'à 1836, et Antoine Titus commença à travailler comme maître de chorégraphie en 1837,, mais peut-être Titus est-il devenu maître de chorégraphie en 1832 et Blache continua-t-il à travailler en qualité de maître ordinaire,.
Ayant quitté la Russie à la fin de 1836, Alexis Blache retourna en France et repris du service au Grand Théâtre de Bordeaux.